# Tetraloniella glabricornis
Tetraloniella glabricornis är en biart som först beskrevs av Cameron 1908.  Tetraloniella glabricornis ingår i släktet Tetraloniella och familjen långtungebin. Inga underarter finns listade i Catalogue of Life.